# Moreno ramirezi
Espèce
Moreno ramirezi est une espèce d'araignées aranéomorphes de la famille des Prodidomidae.

## Distribution
Cette espèce est endémique de la province de Misiones en Argentine,.

## Description
Le mâle holotype mesure 1,80 mm et la femelle 2,25 mm

## Systématique et taxinomie
Cette espèce a été décrite par Platnick, Shadab et Sorkin en 2005.
Elle est nommée en l'honneur de Martín J. Ramírez.

## Publication originale
- Platnick, Shadab & Sorkin, 2005 : « On the Chilean spiders of the family Prodidomidae (Araneae, Gnaphosoidea), with a revision of the genus Moreno Mello-Leitão. » American Museum novitates, no 3499, p. 1-31 (texte intégral).p. 3-62.